# Las Tortugas Ninja (serie de televisión)
Teenage Mutant Ninja Turtles, conocida en español como Las Tortugas Ninja, es una serie de televisión animada. El piloto fue mostrado a los medios el 28 de diciembre de 1987 como una miniserie de cinco partes y comenzó su emisión oficial el 1 de octubre de 1988. La serie es protagonizada por las Tortugas Ninja basadas en el cómic de Kevin Eastman y Peter Laird. El tono oscuro del cómic fue cambiado considerablemente en la serie para ser más adecuado a la familia.
La motivación inicial detrás de la creación de la serie animada de Las Tortugas Ninja era la creación de una línea de juguetes, Playmates Toys quería explotar el pequeño estatus de culto que tenían los personajes del cómic. Primero hicieron un trato con la televisión, y después de la emisión de los primeros cinco episodios, la compañía lanzó la primera serie de juguetes en el verano de 1988.
David Wise y Patti Howeth escribieron el guion de la primera miniserie de cinco capítulos. Cuando la serie continuó con una segunda temporada, el artista del cómic Jack Mendelsohn se unió como editor ejecutivo de la trama. Wise escribiría más de 70 episodios de la serie y sería editor ejecutivo de la trama durante cuatro temporadas más. Wise abandonó durante la novena temporada y Jeffrey Scott comenzó como editor de la historia y principal escritor hasta el final de la serie.
La serie era transmitida los sábados por la mañana por redifusión desde el 1988 hasta 1989. Después de volverse un éxito instantáneamente, la serie comenzó a ser transmitida cinco días por semana por la tarde por redifusión en la mayoría de los mercados, desde 1989 hasta 1993. En 1990 comenzó a ser transmitida con una presentación diferente de forma secundaria por CBS los sábados de mañana, como un bloque de 60 minutos desde 1990 hasta 1993. Entre episodios había un segmento "Turtle Tips" que servía de anuncio de servicio público acerca del medio ambiente y otras temáticas. En 1994, la serie comenzó a transmitirse como un bloque de 30 minutos hasta el final. El episodio final de la serie fue transmitido el 2 de noviembre de 1996. La serie tuvo en total 10 temporadas y 193 episodios.
La serie ayudó a catapultar a los personajes hacia la popularidad y se transformó en una de las series animadas más populares en la historia de la televisión. Cereales, muñecos y otros productos exhibieron los personajes en el mercado durante finales de los años 1980 y principios de los '90. Un exitoso cómic de Archie basado en la serie fue publicado a lo largo de los años
'80 y '90. Los muñecos de los personajes fueron un éxito en ventas en todo el mundo. En 1990, la serie era transmitida diariamente en más de 125 transmisoras televisivas, y los cómics vendían 125.000 copias por mes.

## Argumento
El origen de la historia en la serie de televisión se diferencia de la original de Mirage Studios. En esta versión, Splinter era un ser humano, un honorable maestro ninja llamado Hamato Yoshi. Yoshi fue expulsado del Foot Clan en Japón después de ser engañado por Oroku Saki, quien clavó la espalda del keikogi de Yoshi contra la pared con un cuchillo, impidiéndole arrodillarse frente al sensei, lo que fue visto como un insulto. Cuando Yoshi sacó el cuchillo, el sensei volvió a sentirse insultado, creyendo que Yoshi estaba apuntando el filo hacia su dirección. Exiliado del clan ninja, el deshonrado Yoshi se trasladó a Nueva York, donde se vio obligado a vivir en las alcantarillas.
En las alcantarillas junto a las ratas, un día Yoshi encontró cuatro tortugas, recientemente compradas en una tienda de mascotas por un niño que las lanzó accidentalmente por el alcantarillado. Después de un día de explorar los alrededores de la ciudad de Nueva York, Yoshi encontró las tortugas cubiertas de una sustancia con un brillo irradiante. La sustancia resultó ser un potente mutágeno que transformaba a quienes se exponían a ella otorgándole tributos de algún organismo con que hubiera tenido mayor contacto repetitivo. Así volvió humanoides a las tortugas ya que estuvieron en contacto con Yoshi, mientras que a Yoshi, quien pasaba mucho tiempo con las ratas de las alcantarillas, se transformó en una rata humanoide y comenzó a ser conocido bajo el pseudónimo de "Splinter". Esta, y la de los siguientes cómics de las Tortugas Ninja, es la única historia original en la franquicia de Las Tortugas Ninja donde las tortugas llegan a Yoshi antes de ser expuestas al mutágeno. Además, Yoshi se transforma en una rata, mientras que en la mayoría de las otras versiones, es una rata que Yoshi tiene como mascota la que se transforma en humanoide. Esta es la única versión en donde las tortugas crecen inmediatamente después de tener contacto con el mutángeno, mientras que Splinter las cría desde más jóvenes en otras versiones. Yoshi adopta a las cuatro tortugas como sus hijos y los entrena en el arte del ninjitsu. Les da nombres inspirados en sus artistas favoritos del renacimiento italiano: Leonardo da Vinci (Leonardo), Donato di Niccolò di Betto Bardi (Donatello), Raffaello Sanzio (Raphael) y Michelangelo Buonarroti (Michelangelo). En la mayoría de las versiones, las tortugas son comúnmente llamadas por sus pseudonimos: Leo, Donnie, Raph y Mikey, pero en esta versión son conocidas por sus nombres completos. Cada tortuga ninja usa una antifaz sobre sus ojos con un color distintivo y cada una está entrenada en el uso de un arma.

## Personajes
Este es el grupo de personajes de la serie que aparece en casi todos los episodios de las primeras ocho temporadas. Después del final de la octava temporada, solo las tortugas, April, Splinter, junto con Carter, Lord Dregg y Hi-tech en la novena temporada, y Mung en la décima, fueron mantenidos como personajes principales, aunque Shredder y Krang volvieron en tres episodios de la décima temporada.
- Leonardo: la tortuga del antifaz azul con dos katanas. Es el líder del grupo y el más cercano a Splinter.
- Raphael: la tortuga del antifaz rojo, lleva consigo dos sai. Es el más serio, independiente y fuerte del grupo y a menudo hace comentarios sarcásticos e ingeniosos.
- Michelangelo: la tortuga del antifaz anaranjado, usa los nunchakus y más tarde un garfio. Es el miembro más joven e inmaduro del equipo, especialmente conocido por ser un glotón y la fuente de varias frases memorables de la serie como "Cowabunga!".
- Donatello: la tortuga del antifaz púrpura con un bō. Es el científico del grupo y constantemente perfecciona sus inventos.

### Aliados
- Splinter: un estricto y sabio sensei, es la rata mutante que entrenó a las tortugas en ninjitsu.
- April O'Neil: una reportera de televisión, descubre el hogar de las tortugas en las alcantarillas y se hace amiga del grupo.
- Irma Langinstein: mejor amiga de April, secretaria del Canal 6.
- Casey Jones: luchador callejero y aliado de las Tortugas Ninja.
- Zack: "la quinta tortuga". Un niño que admira a las tortugas y quiere ser héroe.
- Los neutrinos: raza de humanoides con autos voladores de la Dimensión X. Ven la vida alegre, opuesto al mundo de constantes guerras de los Guerreros de Roca de Krang.
- Carter: un joven adulto aliado de las tortugas, quien fue instruido en artes marciales por Splinter y sufrió una mutación parcial, con la cual ayuda a las tortugas (Temporadas 9 y 10).

### Villanos
- Shredder: también conocido como Destructor o Despedazador, el archienemigo de las tortugas, generalmente es el principal enemigo en otras versiones, pero en esta serie siempre tiene que recibir órdenes de Krang. Su nombre real es Oroku Saki y es quien hizo que expulsaran a Splinter del Clan Foot.
- Krang: un extremadamente inteligente cerebro incorpóreo exiliado de la Dimensión X después que sus detractores destruyeran su cuerpo, es el amo del Technodrome. Ayuda a planear la mayoría de los planes llevados a cabo por Shredder.
- Bebop y Rocksteady: los torpes secuaces de Shredder. Un par de pandilleros que aceptaron ser expuestos a mutágenos para obtener el poder para vengarse de las tortugas, adquirieron el aspecto de un jabalí y un rinoceronte mutante, respectivamente.
- Baxter Stockman: un "científico loco" caucásico al servicio de Shredder. Tanto Shredder como Krang son causantes de su mutación en una mosca gigante. Su personalidad cambia bastante después de ello y suele ser enviado a otras dimensiones y volvió más de una vez con su computadora alienígena.
- Lord Dregg Un conquistador alienígena, villano principal en Temporadas 9 y 10.

## Temporadas
| Temporada               | Temporada          | Episodios | Estreno original | Lanzamiento en DVD      | Lanzamiento en DVD | Lanzamiento en DVD      | Lanzamiento en DVD    | Lanzamiento en DVD    | Lanzamiento en DVD |
| Temporada               | Temporada          | Episodios | Estreno original | Región 1                | Discos             | Región 4                | Discos                | Región 2 (Alemania)   | Discos             |
| ----------------------- | ------------------ | --------- | ---------------- | ----------------------- | ------------------ | ----------------------- | --------------------- | --------------------- | ------------------ |
|                         | 1                  | 5         | 1987             | 20 de abril de 2004     | 1                  | 11 de marzo de 2009     | 1                     | 12 de marzo de 2009   | 5                  |
|                         | 2                  | 13        | 1988             | 26 de abril de 2005     | 1                  | 11 de marzo de 2009     | 1                     | 12 de marzo de 2009   | 5                  |
|                         | 3                  | 47        | 1989             | 6 de diciembre de 2005  | 1                  | 11 de marzo de 2009     | 1                     | 12 de marzo de 2009   | 5                  |
| 4 de abril de 2006      | 3                  | 47        | 1989             | 1                       | 3 de junio de 2009 | 1                       | 3 de mayo de 2010     | 5                     |                    |
| 26 de agosto de 2006    | 3                  | 47        | 1989             | 1                       | 3 de junio de 2009 | 1                       | 3 de mayo de 2010     | 5                     |                    |
| 5 de diciembre de 2006  | 3                  | 47        | 1989             | 1                       | 3 de junio de 2009 | 1                       | 12 de julio de 2010   | 6                     |                    |
|                         | 4                  | 41        | 1990             | 13 de marzo de 2007     | 5                  | 9 de septiembre de 2009 | 1                     | ver nota6             | ver nota6          |
| 9 de septiembre de 2009 | 4                  | 41        | 1990             | 13 de marzo de 2007     | 5                  | 1                       | 17 de octubre de 2011 | 6                     |                    |
| ver nota3               | ver nota3          | 41        | 1990             | 13 de marzo de 2007     | 5                  | 5 de diciembre de 2011  | 6                     |                       |                    |
|                         | 5                  | 20        | 1991             | 7 de agosto de 2007     | 32                 | 5 de diciembre de 2011  | 6                     | ver nota4             | ver nota4          |
|                         | 6                  | 16        | 1992             | 8 de abril de 2008      | 2                  | N/A                     | N/A                   | 20 de febrero de 2012 | 6                  |
|                         | Temporada paralela | 13        | 1993             | 12 de mayo de 2009      | 4                  | 9 de septiembre de 2009 | 15                    | 12 de julio de 2009   | 6                  |
|                         | 7                  | 14        | 1993             | 12 de mayo de 2009      | 4                  | N/A                     | N/A                   | 20 de febrero de 2012 | 6                  |
|                         | 8                  | 8         | 1994             | 1 de septiembre de 2009 | 1                  | N/A                     | N/A                   | 26 de julio de 2007   | 57                 |
|                         | 9                  | 8         | 1995             | 16 de agosto de 2011    | 1                  | N/A                     | N/A                   | 26 de julio de 2007   | 57                 |
|                         | 10                 | 8         | 1996             | 14 de agosto de 2012    | 1                  | ver nota1               | ver nota1             | 26 de julio de 2007   | 57                 |

## Actualidad de la serie
A excepción de Super Écran, emisora canadiense de Quebec que retransmitió la serie completa (de 2006 a 2008), no se ha vuelto a retransmitir la serie original en Norteamérica. Aunque el último episodio en ser transmitido por la CBS fue el 2 de noviembre de 1996, las repeticiones continuaron hasta el 16 de agosto de 1997. Desde entonces no se ha vuelto a transmitir. Fue repetida en USA Network entre 1993 y 1996. Lionsgate Home Entertainment y Fred Wolf Films poseen los derechos de la serie y has sido responsables de las ediciones en DVD. Muchos episodios fueron lanzados en grabaciones en VHS entre 1988 y 1996 por Family Home Entertainment. Algunas repeticiones fueron transmitidas por la BBC para el Reino Unido. En Irlanda, la serie finalizó su transmisión original en 1998, pero siguió siendo transmitida por RTÉ Two.

## Recibimiento
IGN la colocó en el número 55 del top 100 de las mejores series de televisión de la historia.
Mientras que la trama se aleja del concepto original de las Tortugas Ninja y nunca fue considerada canon en el universo original de Mirage cómics, la serie de televisión de 1987 es ampliamente la más notable y popular adaptación y condujo a la franquicia hacia una situación fenomenal, alcanzando un lugar en la cultura popular.
La serie fue criticada por su comercialismo y su contenido violento.